# TransLink (Vancouver)

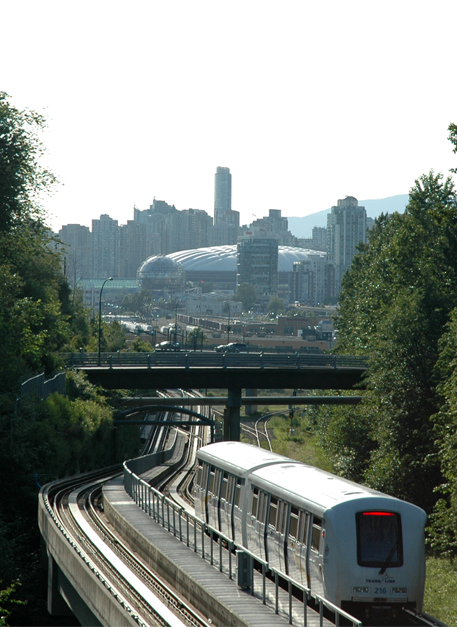
SkyTrain Zug

TransLink (offiziell Greater Vancouver Transportation Authority genannt) ist ein öffentlich-rechtliches Verkehrsunternehmen, das für fast alle Belange des Verkehrswesens in der Region Metro Vancouver im Südwesten der kanadischen Provinz British Columbia zuständig ist. Sie wurde 1998 durch die Provinzregierung gegründet und trat die Nachfolge von BC Transit an. Einzelne Dienste werden auch im benachbarten Fraser Valley Regional District angeboten.

## Öffentlicher Personennahverkehr

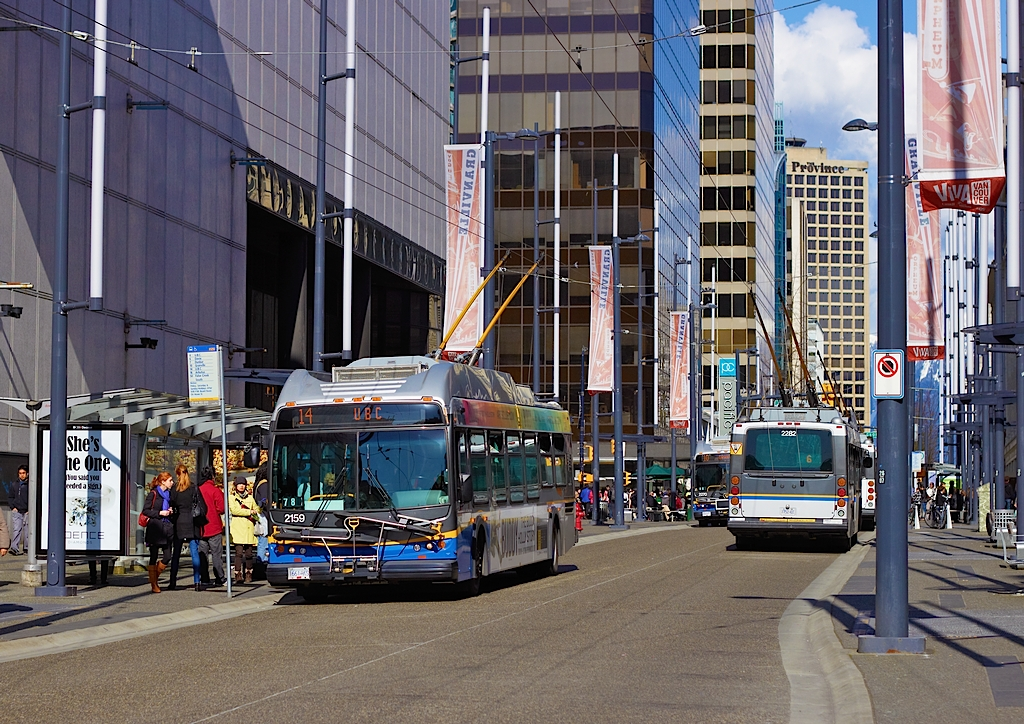
Trolleybus in Vancouver

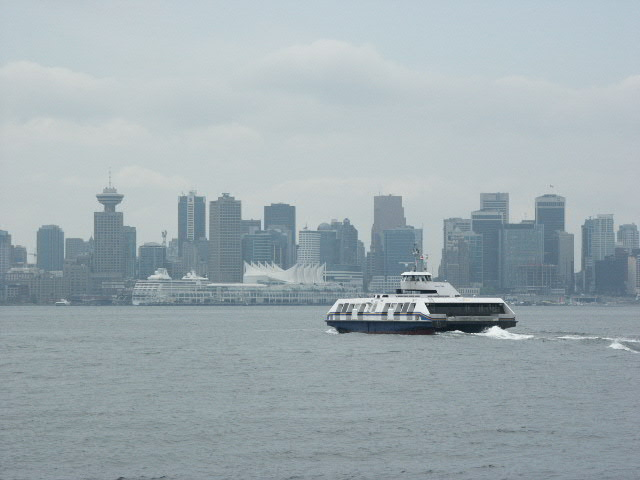
SeaBus-Fähre

### Busse
In der Region Vancouver wird der Busverkehr von zwei Unternehmen durchgeführt. Coast Mountain Bus Company, ein Tochterunternehmen von TransLink, betreibt Buslinien in fast allen Gemeinden der Metropolregion sowie den Oberleitungsbus Vancouver in Vancouver. Im Besitz der Stadt West Vancouver befindet sich das Unternehmen West Vancouver Blue Bus, dessen Fahrpläne, Tarife und Routen auf die übrigen TransLink-Dienstleistungen abgestimmt sind.
Innerhalb der Stadt Vancouver verkehren die Busse auf einem gitterartigen Streckennetz – während die Trolleybusse meist in Nord-Süd-Richtung verkehren, sind auf den Ost-West-Verbindungen meist Dieselbusse im Einsatz. Außerhalb der Stadt hat das Busnetz die Form eines Hub-and-Spoke-Systems. Zwischen dem Stadtzentrum von Vancouver und anderen regionalen Zentren verkehren Expressbusse.

### SkyTrain
Das fahrerlose, schienengebundene Nahverkehrssystem SkyTrain ist das Rückgrat des öffentlichen Personennahverkehrs in der Region Greater Vancouver. Die erste Strecke wurde 1986 im Hinblick auf die Expo 86 eröffnet. Die Expo Line und die Millennium Line erschließen neben dem Stadtzentrum auch die Vororte Burnaby, New Westminster und Surrey. Die 2009 eröffnete Canada Line verbindet Vancouver mit Richmond und dem Vancouver International Airport. Die Expo Line und die Millennium Line werden mittels Linearmotor betrieben, während auf der neueren Canada Line Züge mit konventionellem Antrieb verkehren. 2016 soll die Evergreen Line zwischen Burnaby und Coquitlam eröffnet werden.

### Eisenbahn
Der West Coast Express ist ein Vorortszug, der den Bahnhof Waterfront in Vancouver mit Port Moody, Coquitlam, Port Coquitlam, Pitt Meadows, Maple Ridge und Mission verbindet. Montags bis freitags verkehren in beiden Stoßzeiten jeweils fünf Züge in Hauptlastrichtung.

### Fähren
SeaBus ist eine Personenfähre über den Burrard Inlet zwischen Vancouver und North Vancouver. Sie wird von der Coast Mountain Bus Company betrieben und ist in den Verkehrsverbund integriert. Albion Ferry ist eine kostenlose Automobilfähre über den Fraser River zwischen Maple Ridge und Langley.

### Tarifsystem
Die Fahrpreise auf dem TransLink-Netz basieren auf einem Zonensystem. Jede Gemeinde liegt in einer von drei Zonen und die Tarife werden aufgrund der Anzahl der durchfahrenen Zonen berechnet.
| Zone 1 - Vancouver - University Endowment Lands | Zone 2 - Lions Bay - Bowen Island - West Vancouver - North Vancouver (Stadt) - North Vancouver (Distrikt) - Burnaby - New Westminster - Richmond | Zone 3 - Belcarra - Anmore - Port Moody - Coquitlam - Port Coquitlam - Pitt Meadows - Maple Ridge - White Rock - Delta - Surrey - Langley (Stadt) - Langley (Distrikt) |

Karte der TransLink-Tarifzonen

Der Zonentarif gilt an Werktagen von Betriebsbeginn bis 18:30 Uhr. Bis Betriebsschluss sowie an Samstagen, Sonntagen und Feiertagen gilt das ganze Gebiet als eine einzige Zone. Erhältlich sind Einzelfahrkarten, Karten mit 10 Fahrten, Tageskarten, Monatsabonnemente und Studentenabonnemente.

## Straßen
TransLink ist auch für den Unterhalt des 2200 km langen Hauptstraßennetzes im Lower Mainland zuständig. Darüber hinaus trägt TransLink auch die Verantwortung für vier Brücken, die Knight Street Bridge, die Pattullo Bridge, die Westham Island Bridge und die Golden Ears Bridge. Bei Großprojekten übernimmt TransLink die Koordination und die Finanzierung, bei kleineren Projekten beteiligt sich TransLink bis zur Hälfte an den Kosten, während die betroffenen Gemeinden die andere Hälfte übernehmen. Auch beim Bau von Radwegen beteiligt sich TransLink zur Hälfte.